# バンドストップフィルタ

理想的なバンドストップフィルタの概念図。正と負両方の角周波数を示している。

バンドストップフィルタ（英: band-stop filter）または帯域除去フィルタ（たいいきじょきょ-、英: band-rejection filter）は、ほとんどの周波数はそのまま通すが、特定の帯域だけを非常に低いレベルに減衰させるフィルタ回路。バンドパスフィルタとは逆の動作をする。ノッチフィルタ (notch filter) は、阻止帯域が狭い（Q値が高い）バンドストップフィルタである。ノッチフィルタは、放送設備（PAシステム）や楽器用アンプ（特にアコースティックのギター、マンドリン、コントラバスなどの楽器用）で、他の周波数にはあまり影響を与えないでフィードバックを削減・阻止するために使われている。他にも、バンドリミットフィルタ、Tノッチフィルタ、バンドエリミネーションフィルタ（英: band elimination filter, BEF）、帯域阻止フィルタなどの名称がある。
通常、阻止帯域の幅は decade（対数周波数軸で10倍になる区間）で1つか2つぶん以下である（つまり、阻止帯域の最高周波数は最低周波数の10倍から100倍以下）。低周波では、阻止帯域が半音程度のノッチフィルタが使われる。

## 例
音声信号のハム音を阻止するフィルタは、例えば59Hzから61Hzの帯域を阻止する。これは、60Hz の送電線が発生するハム音を阻止するものだが、倍音成分は阻止できない。送電が50Hzの場合（東日本やヨーロッパ）では49-51Hzを阻止する。
パワーアンプの非線形性を測定する場合、非常に狭いノッチフィルタを使うことで搬送波を阻止し、例えばスペクトラムアナライザの最大入力電力を超えないようにする。